# L'ultimo drago
L'ultimo drago (The Last Dragon) è un film statunitense del 1985 diretto da Michael Schultz. Il film negli Stati Uniti fu un successo commerciale diventando con il tempo un cult-movie per appassionati del genere.

## Trama
A New York, un giovane studente di arti marziali, Leroy Green (spesso chiamato Bruce Leroy), coltiva il sogno di diventare un grande artista marziale come il suo idolo Bruce Lee. Leroy si incammina nella ricerca per raggiungere il livello più alto nella pratica delle arti marziali, conosciuto come "Il Livello Finale" che conferirebbe a chi lo raggiunge "Il Bagliore", un'energia mistica che può essere conquistata solo da un vero maestro di arti marziali. Quando la mano di un combattente brilla, egli è uno dei migliori nel mondo e quando è tutto il suo corpo a brillare significa che è il più grande lottatore esistente. Nel suo viaggio per diventare "L'Ultimo Drago" ed esercitare il potere del "Bagliore", Leroy deve affrontare dei cattivi come Eddie Arkadian, il corrotto magnate delle sale giochi e il malvagio Shogun di Harlem (Sho'nuff in originale), dal quale deve anche proteggere il fratello minore Richie e la ragazza di cui è innamorato, la VJ Laura Charles.